# Thiệu Quang
Thiệu Quang là một xã thuộc huyện Thiệu Hóa, tỉnh Thanh Hóa, Việt Nam.

## Địa lý
Xã Thiệu Quang nằm ở phía đông bắc huyện Thiệu Hóa, thuộc hữu ngạn sông Mã, có vị trí địa lý:
- Phía đông giáp huyện Hoằng Hóa
- Phía tây giáp xã Thiệu Hợp và xã Thiệu Giang
- Phía nam giáp xã Thiệu Thịnh
- Phía bắc giáp huyện Yên Định.

Xã Thiệu Quang có diện tích 6,85 km², dân số năm 2022 là 6.109 người, mật độ dân số đạt 891 người/km².

## Hành chính
Xã Thiệu Quang được chia thành 6 thôn: Châu Trướng, Nhân Cao 1, Nhân Cao 2, Trí Cường 1, Trí Cường 2, Trí Cường 3.

## Lịch sử
Vùng đất thuộc xã Thiệu Quang ngày nay, vào đầu thế kỉ 19 là các thôn thuộc tổng Hải Quật, huyện Yên Định và tổng Phùng Cầu, huyện Thụy Nguyên, phủ Thiên: Châu Trướng (tên nôm là làng Nồi hoặc Chiềng Nồi, đầu thế kỉ 19 thuộc xã Ngọc Trướng, tổng Hải Quật), Chí Cường (tên nôm là làng Tử, đầu thế kỉ 19 là Lỗ Tự thuộc tổng Phùng Cầu, sau Cách mạng tháng 8 năm 1945 đổi thành Tự Cường rồi Chí Cường), Nhân Cao (tên nôm là làng Ngói, trước đây là Như Lăng), Làng Mới (còn gọi là Cồn Cát, thành lập sau 1945).
Đến trước Cách mạng tháng Tám (1945), các thôn xã nói trên thuộc huyện Thụy Nguyên, phủ Thiệu Hóa.
Cuối năm 1945, huyện Thụy Nguyên đổi thành huyện Thiệu Hóa.
Sau năm 1945, các thôn làng nêu trên thuộc xã Quảng Thịnh, huyện Thiệu Hóa. Năm 1953, xã Quảng Thịnh chia thành các xã Thiệu Quang, Thiệu Thịnh và một phần xã Thiệu Hợp.
Năm 1977, xã Thiệu Quang cùng với các xã phía bắc sông Chu của huyện Thiệu Hóa sáp nhập với huyện Yên Định thành huyện Thiệu Yên.
Năm 1996, xã Thiệu Quang thuộc huyện Thiệu Hóa mới tái lập.

## Xã hội
Giáo dục: Xã Thiệu Quang là nơi có trường THPT Nguyễn Quán Nho.

## Văn hóa
- Đền thờ và mộ tướng Trần Lựu trong khởi nghĩa Lam Sơn.[4]
- Cây đa Phù Nghĩa, dấu tích của nghĩa quân Lam Sơn.[4]